# Azimuthbjerg
Azimuthbjerg är ett berg i Grönland (Kungariket Danmark).   Det ligger i kommunen Sermersooq, i den södra delen av Grönland, 500 km öster om huvudstaden Nuuk. Toppen på Azimuthbjerg är 1 382 meter över havet, eller 112 meter över den omgivande terrängen. Bredden vid basen är 0,69 km. Azimuthbjerg ligger på ön Skjoldungen.
Terrängen runt Azimuthbjerg är huvudsakligen bergig, men österut är den kuperad. Havet är nära Azimuthbjerg österut.  Trakten runt Azimuthbjerg är nära nog obefolkad, med mindre än två invånare per kvadratkilometer. Det finns inga samhällen i närheten. Trakten runt Azimuthbjerg är permanent täckt av is och snö.